# Kazimierz Wołkowycki
Kazimierz Wołkowycki (lit. Kazys Volkovickis; ur. 1897 w Kownie, zm. 6 lutego 1935 tamże) – działacz środowisk robotniczych i polonijnych w przedwojennej Litwie, z zawodu organista. W latach 1919–1920 członek litewskiego oddziału POW. W 1920 roku współzałożyciel Polskiego Zjednoczenia Robotniczego "Jedność". Poseł na litewski Sejm II kadencji w latach 1923–1926 − członek frakcji polskiej. W parlamencie zajmował się głównie sprawami socjalnymi. 